# Ла-Рамахера

Ла-Рамахера (исп. La Ramajería) — район (комарка) в Испании, входит в провинцию Саламанка в составе автономного сообщества Кастилия и Леон.

## Муниципалитеты
1. Сересаль-де-Пеньяоркада
2. Ла-Сарса-де-Пумареда
3. Ла-Пенья
4. Ла-Видола
5. Кабеса-дель-Кабальо
6. Эль-Милано
7. Вильясбуэнас
8. Вальсалабросо
9. Вильяр-де-Саманьего
10. Вальдерродриго
11. Энсинасола
12. Гуадрамиро
13. Барсео
14. Санчон-де-ла-Рибера
15. Аигаль-де-Вильярино
16. Сарса-де-Дон-Бельтран
17. Кабеса-де-Фрамонтанос
18. Трабанка
19. Альмендра
20. Вильясбуэнас
21. Бринконес
22. Ируэлос